# Piet Plantinga
Piet Hein Plantinga (* 29. Juni 1896 in Amsterdam; † 7. Oktober 1944 ebenda) war ein niederländischer Wasserballspieler.

## Karriere
Plantinga nahm 1920 an den Olympischen Spielen in Antwerpen teil. Hier erreichte er mit der niederländischen Nationalmannschaft den fünften Rang.